# Klanac Perjasički
Klanac Perjasički – wieś w Chorwacji, w żupanii karlowackiej, w mieście Slunj. W 2011 roku liczyła 6 mieszkańców.